# Jahmur
Jahmur (arab. يحمور) – miejscowość w Syrii, w muhafazie Tartus. W 2004 roku liczyła 3272 mieszkańców.